# Goniada norvegica
Goniada norvegica é uma espécie de anelídeo pertencente à família Goniadidae.
A autoridade científica da espécie é Örsted, tendo sido descrita no ano de 1845.
Trata-se de uma espécie presente no território português, incluindo a sua zona económica exclusiva.